# 民生金融租賃
民生金融租賃股份有限公司由中國銀監會批准成立於2008年4月，是首批獲中國銀監會批准成立的5家銀行背景金融租賃公司之一。

## 历史
公司是由中國民生銀行股份有限公司和天津保稅區投資有限公司共同出資32億元人民幣發起設立，其中，中國民生銀行股份公司出資26億元人民幣佔據81.25%份額股份，天津保稅區股份公司出資6億元人民幣佔據18.75%股份。民生金融當前主要經營業務有：航運租賃、航空租賃、不動產租賃、融資租賃、中小企業租賃等。
2009年，民生金融租賃公司累計業務投放185億元人民幣，總資產達到236億元人民幣。